# Bastoners del Raval
La colla dels Bastoners del Raval es va estrenar l'any 1996 apadrinada pels Bastoners de Gràcia i pels Gegants del Raval. Va néixer per iniciativa de l'Esbart Dansaire de Santa Eulàlia del Raval, de manera que els components de l'esbart formen part de totes dues seccions: dansaires i bastoners.
Els colors identificatius dels Bastoners del Raval són el verd i el morat, a més del vermell per als camalls. La tria d'aquests colors va relacionada amb les reivindicacions del barri en el moment en què la colla es va formar: el lila com a símbol del moviment feminista i pel fet que la majoria dels primers components eren noies; el verd per a demanar zones verdes; i el vermell com a mostra de rauxa i diversió de la nova formació. La vestimenta original incloïa un mocador encreuat, que més tard va ser substituït per una banda amb l'escut al pit. A més, s'hi va afegir un faldellí de conjunt amb la banda, verd per als dretans i morat per als esquerrans.
Els Bastoners del Raval han anat creant un repertori propi, sovint adaptat a les possibilitats del grup pel que fa a les tècniques de la dansa, amb coreografies específiques d'acord amb el nombre de bastoners actius en cada moment.
La colla organitza, des de l'any 2005, la diada bastonera del Raval dins les festes de la Mare de Déu del Carme, que és la festa major del Raval. Cada any hi convida agrupacions bastoneres de tot Catalunya. Alhora, els Bastoners del Raval participen també en les diades d'algunes altres colles i en actes a què són convidats, tant a la ciutat com a fora.